# Pevný kulomet typu 89
Pevný kulomet typu 89 (japonsky 八九式固定機関銃, 89-šiki kotei kikan džú) byl japonský armádní lehký kulomet masivně využívaný během druhé světové války. Jeho základem byl britský kulomet Vickers.